# Разъезд 42 (Туркестанская область)
Разъезд 42 (каз. рзд. 42) — разъезд в Туркестанской области Казахстана. Находится в подчинении городской администрации Арыса. Входит в состав Монтайтасского сельского округа. Код КАТО — 511645600.

## Население
В 1999 году население разъезда составляло 46 человек (21 мужчина и 25 женщин). По данным переписи 2009 года в разъезде проживал 61 человек (31 мужчина и 30 женщин).